# Molières 1995
La 9e Nuit des Molières a eu lieu le 27 mars 1995.

## Molière du comédien
- Pierre Meyrand dans Les affaires sont les affaires
  - Pierre Vaneck dans « Art »
  - Pierre Arditi dans « Art »
  - Didier Galas dans Ahmed le subtil ou Scapin 84
  - Fabrice Luchini dans « Art »

## Molière de la comédienne
- Suzanne Flon dans La Chambre d'amis
  - Isabelle Huppert dans Orlando
  - Juliette Brac dans Charcuterie fine
  - Geneviève Casile dans L'Allée du Roi
  - Dominique Valadié dans Espions et célibataires

## Molière du comédien dans un second rôle
- Darry Cowl dans On purge bébé, Feu la mère de Madame
  - Jean Lescot dans Fausse Adresse
  - Michel Etcheverry dans Meurtre dans la cathédrale
  - Bernard Dhéran dans Les affaires sont les affaires
  - Jean-Pierre Darroussin dans Un air de famille

## Molière de la comédienne dans un second rôle
- Catherine Frot dans Un air de famille
  - Sabine Haudepin dans Quadrille
  - Claire Maurier dans Un air de famille
  - Marie-France Santon dans Les affaires sont les affaires
  - Michèle Simonnet dans La Chambre d'amis

## Molière de la révélation théâtrale
- Didier Bezace dans La Femme changée en renard
  - Coraly Zahonero dans La Double Inconstance
  - Florence Viala dans Occupe-toi d'Amélie
  - Charlotte Gainsbourg dans Oléanna
  - Muranyi Kovacs dans La Chambre d'amis

## Molière de l'auteur
- Yasmina Reza pour « Art »
  - Alain Badiou pour Ahmed le subtil ou Scapin 84
  - Loleh Bellon pour La Chambre d'amis
  - Agnès Jaoui, Jean-Pierre Bacri pour Un air de famille

## Molière de l'adaptateur
- Jean-Claude Grumberg pour Encore une histoire d'amour
  - Gérard Wajcman, Jacqueline Lichenstein pour Angels in America
  - Michel Vittoz pour Pièces de guerre
  - Rosetta Morselli, Nicole Thevenin pour Fausse Adresse

## Molière du metteur en scène
- Alain Françon pour Pièces de guerre
  - Jean-Michel Ribes pour Brèves de comptoir
  - Stephan Meldegg pour Un air de famille
  - Patrice Kerbrat pour « Art »
  - Régis Santon pour Les affaires sont les affaires

## Molière du créateur de costumes
- Michel Dussarrat pour Chantecler
  - Jacques Schmidt, Emmanuel Peduzzi pour Occupe-toi d'Amélie
  - Catherine Gorne pour Les affaires sont les affaires
  - Nuno Corte-Real pour L'Allée du Roi

## Molière du décorateur scénographe
- Claude Plet pour Les affaires sont les affaires
  - Jacques Voizot pour Un air de famille
  - Nuno Corte-Real pour L'Allée du Roi
  - Michel Lebois pour Chantecler

## Molière du meilleur spectacle comique
- Un air de famille au Théâtre de la Renaissance
  - Brèves de comptoir au Théâtre Tristan Bernard
  - Pierre Dac, mon maître soixante trois aux Théâtre national de Chaillot, Théâtre Antoine
  - Le Dîner de cons au Théâtre des Variétés

## Molière du théâtre privé
- « Art » de Yasmina Reza, mise en scène Patrice Kerbrat, à La Comédie des Champs-Élysées
  - Un air de famille au Théâtre de la Renaissance
  - L'Allée du Roi au Théâtre Montparnasse
  - La Chambre d'amis au Petit Théâtre de Paris
  - Fausse adresse au Théâtre La Bruyère

## Molière du théâtre public
- Les affaires sont les affaires, d'Octave Mirbeau, mise en scène de Régis Santon à La Limousine (Centre Dramatique National de Limoges)
  - Pièces de guerre au Centre Dramatique National de Savoie
  - Angels in America au Théâtre de la Commune - Aubervilliers - Pandora
  - La Femme changée en renard au Théâtre de l'Aquarium
  - Henri VI aux Centre Dramatique Poitou-Charentes, Théâtre de Gennevilliers

## Molière du spectacle musical
- Les Années Twist aux Folies Bergère
  - Offenbach, tu connais ? au Théâtre Fontaine
  - Chimère de Zingaro
  - Cabaret au Théâtre Mogador